# Ti kniver i hjertet
Ti kniver i hjertet (letterlijk: Tien messen in het hart) is een Noorse film uit 1994 van Marius Holst met in de hoofdrol Martin Dahl Garfalk, gebaseerd op het boek Gutten Som Ville Være En Av Gutta (De jongen die van een de jongens wil zijn) van Lars Saabye Christensen.
De Nederlandse titel luidt Ik zweer het op mijn moeders graf.

## Verhaal
Otto is een tiener die leeft in het Noorwegen van de jaren 60. Hij is vrienden met Jonny, met wie hij samen in het voetbalteam zit. Omdat Otto niet kan voetballen wordt hij niet opgesteld door zijn coach. Op een dag zit Frank op de tribune en die weet de aandacht van Otto te trekken. Frank weet Otto te overtuigen dat de scheidsrechter partijdig is voor de tegenpartij en haalt hem over een steen te gooien naar de scheidsrechter. Als de steen de scheidsrechter op het hoofd raakt en deze gewond blijkt te zijn vlucht Otto met Frank in Frank's auto. Otto gaat met Frank naar het bos waar Otto in een meer gaat zwemmen. Otto laat Frank zijn geheime voorraad met gevonden voorwerpen zien, maar dan moet Frank wel zweren het aan niemand te vertellen. Later horen ze dat er een meisje vermist is in de buurt van het meer. Tijdens de zomervakantie blijft Otto thuis, omdat zijn vader dan de grootste klandizie kan krijgen en Jonny gaat wel op vakantie. Otto ziet dat Frank steeds meer met zijn moeder optrekt, alleen snapt Otto niet waarom. Frank komt in de gevangenis terecht en als Otto hem daar opzoekt krijgt hij te horen dat de moeder van Frank er ook is. Als Otto de kamer van Frank binnenkomt is Frank alleen. Dat moment komt de moeder van Frank binnen, alleen dat blijkt ook de moeder van Otto te zijn.

## Rolverdeling
| Acteur              | Personage      | Opmerking             |
| ------------------- | -------------- | --------------------- |
| Martin Dahl Garfalk | Otto           | Hoofdrol              |
| Trond Halbo         | Jonny          | Beste vriend van Otto |
| Jan 'Devo' Kornstad | Frank          |                       |
| Ingar H. Gimle      | Gregers        | Coach van voetbalteam |
| Kjersti Holmen      | Mor            | Moeder van Otto       |
| Reidar Sørensen     | Far            | Vader van Otto        |
| Gisken Armand       | Sager          |                       |
| Bjørn Sundquist     | Bulken         |                       |
| Bjørn Floberg       | Wiik           |                       |
| Per Oscarsson       | Pianostemmeren | Blinde pianostemmer   |
| Karl Bomann-Larsen  | Dommeren       |                       |
| Adolf Bjerke        | Rektor         |                       |
| Bernhard Ramstad    | Villaeter      |                       |
| Trond Brænne        | Flyttegutta    |                       |
| Knut Haugmark       | Flyttegutta    |                       |
| Bjørn Jenseg        | Flyttegutta    |                       |
| Pia Tellefsen       | Ane's mor      |                       |
| Lasse Lindtner      | Ane's far      |                       |